# Genetisk avvikelse
En genetisk avvikelse är en avvikelse eller fysiologisk funktionsbrist som direkt orsakas av egenskaper hos arvsmassan, lagrad i kromosomerna.
Många genetiska avvikelser orsakas av mutationer i en gen, antingen i själva den kodande sekvensen eller i de regulatoriska sekvenser som styr hur mycket och när genen uttrycks. Det kan vara en punktmutation likaväl som omflyttningar av längre sekvenser DNA. Genetiska avvikelser kan också bero på onormal genuppsättning, såsom Downs syndrom som beror på en extra kromosom 21, Turners syndrom som beror på att individen har en enda X-kromosom och ingen Y-kromosom och ger en fenotyp med kortväxta, kvinnor som alltid är sterila och i allmänhet också uppvisar vissa typiska kroppsdrag. Även andra kromosomavvikelser, där exempelvis en bit av en kromosom hamnat på en annan kromosom, förekommer. De flesta kromosomavvikelser har låg ärftlighet jämfört med vad man kan förvänta sig enligt Mendels lagar, därför att de oftast leder till missfall.
Det finns även avvikelser där en viss repetitiv sekvens på en kromosom blir längre och längre. Detta beror på att det enzym som vid celldelningen bygger ihop den långa DNA-kedja som utgör kromosomen, DNA-polymeras, inte riktigt klarar av att läsa dessa långa upprepande sekvenser, utan "hakar upp sig". Sådana avvikelser kan typiskt bryta ut när individens celler genomgått så många celldelningar att den repetitiva sekvensen blivit så lång att den ställer till problem för uttrycket av någon gen.

## Monogena avvikelser
De avvikelser som beror på en enda gen kallas monogena avvikelser. Ett stort antal sådana avvikelser är kända, men de flesta är mycket ovanliga. En sådan som alla nyfödda barn i Sverige screenas för är PKU, fenylketonuri. Man kan tämligen säkert säga att inte flera någorlunda vanliga monogena avvikelser kommer att upptäckas. Dagens genetik inriktar sig därför oftare på det mycket snårigare fältet av avvikelser som orsakas av genetiska varianter i flera olika gener, ofta i kombination med miljöfaktorer. Färgblindhet beror på en gen men klassas inte som en avvikelse. Det finns svåra och även dödliga monogena avvikelser, som exempelvis Tay-Sachs.

## Arv av monogena sjukdomar
Den grundläggande genetiska teorin bygger på att arvsanlag ärvs antingen dominant eller recessivt, eller i mer sällsynta fall additivt såsom när man korsar en röd blomma med en vit, och avkomman blir rosa. Den molekylära bakgrunden till blommans färg i detta är att två arvsanlag som ger röd färg ger en röd blomma, inget funktionell gen för röd färg ger vit blomma och en upplaga av genen ger lite färgpigment men inte så mycket, så att blomman blir rosa. Om den gen som orsakar sjukdomen sitter på en av könskromosomerna ärvs den könsbundet. Om genen sitter på de vanliga kromosomerna, autosomerna, är sjukdomen autosomal.

### Autosomalt recessiva sjukdomar
De flesta sjukdomsanlag är recessiva - man måste ärva dem från bägge föräldrarna för att sjukdomen ska visa sig. I de flesta fall är de bägge friska bärare av sjukdomsanlaget, och varje barn löper då 25 % risk av få anlaget i dubbel uppsättning. Statistiskt sett utvecklar alltså en fjärdedel av barnen sjukdomen.
Ofta består då det sjuka anlaget i att genen muterats på ett sådant sätt att den inte är funktionell - det protein som genen kodar för fungerar inte. Den person som har en defekt och en fungerade kopia av genen kommer då att ha 50 % av proteinets funktion. Rör det sig om ett enzym som katalyserar en process så kommer enzymet att katalysera reaktionen i en 50% hastighet. En sådan person kan ibland ha milda symtom, eller vara känslig för påverkan som ytterligare reducerar proteinets funktion och få en mildare variant av sjukdomen om den utsätts för påfrestningar.
Den som har två defekta kopior av genen kommer att sakna det fungerande proteinet helt, vilket gör att den process proteinet styr eller struktur proteinet bygger upp saknas, något som i sin tur leder till sjukdom.

### Autosomalt dominanta sjukdomar
Det förekommer även sjukdomar som ärvs dominant. I dessa fall ärvs sjukdom från sjuk förälder till barnet, och varje barn löper 50 % risk att ärva sjukdomsanlaget. Detta beror i allmänhet inte på att en gen slagits ut och inte kan tjäna som mall för tillverkning av protein, utan på att mutationen gör så att proteinet antingen på något sätt är felaktigt och åstadkommer något oönskat eller så att den tillverkas i för hög mängd eller vid fel tillfälle. En välkänd autosomalt dominant sjukdom är Huntingtons sjukdom.
Som beskrivits ovan är indelningen mellan dominanta och recessiva anlag en smula förenklad. Det händer att inte alla individer drabbas som har sjukdomsanlaget. I så fall säger man att sjukdomen har nedsatt penetrans. Detta beror troligen på att andra gener ibland kan kompensera för den sjuka. En viss sjukdoms penetrans kan mätas i procent.
Individer med två sjukdomsanlag för en dominant sjukdom är i allmänhet sällsynta. Det beror på att dessa individer sällan är livsdugliga, utan resulterar i missfall. I de fall de förekommer, är de oftast svårare drabbade av sjukdomen än de som har bara en upplaga av den sjuka genen.

### X-bundet recessiva sjukdomar
X-bundet recessiva sjukdomar orsakas av mutationer i någon gen på X-kromosomen. Män drabbas oftare än kvinnor, vilket beror på att en kvinna som har ett sjukt anlag även har ett friskt anlag som kompenserar för det sjuka. En man med en X-bunden recessiv sjukdom ger alltid anlaget vidare till sina döttrar, som då blir friska bärare. Han kan dock inte ge anlaget vidare till sina söner; pojkarna får ju Y-kromosomen från fadern, medan de får sin enda X-kromosom från modern. En frisk kvinnlig bärare av sjukdomsanlaget löper 50 % risk att sprida anlaget vidare till alla sina barn, oavsett kön. Flickorna blir då friska bärare av sjukdomsanlaget, medan männen insjuknar. Kvinnor kan få sjukdomen enbart om deras far har sjukdomen och deras mor är bärare av anlaget. Den mest kända sjukdom som ärvs på detta sätt är den blödarsjuka (hemofili A) som är vanlig i de europeiska kungahusen.

### X-bundet dominanta sjukdomar
X-bundna dominanta sjukdomar drabbar kvinnor oftare än män, då de har två X-kromosomer som kan vara behäftade med den sjuka genen. En man som har en sådan sjukdom kan inte föra den vidare till sin son, men däremot blir alla hans döttrar drabbade. En kvinna kan föra den vidare till alla sina barn, som vart och ett löper 50% risk att drabbas.
Det finns relativt få sjukdomar som ärvs på detta sätt. En del X-länkade dominanta sjukdomar är dödliga för pojkfoster, och förekommer därför bara hos kvinnor.

## Y-länkade sjukdomar
Y-länkade sjukdomar orsakas av mutationer i gener på Y-kromosomen, och förekommer enbart hos män. De ärvs från far till son, och alla söner drabbas. På Y-kromosomen finns mycket få funktionella gener; mutationer i SRY-genen, som sparkar igång utvecklingen till pojkfoster, leder till en fullt normal flicka men med kromosomuppsättningen XY. Detta är inte en sjukdom, och upptäcks sällan såvida man inte utför ett kromosombaserat könstest. (De flesta så kallade XY-kvinnor har dock istället en muterad testosteronreceptor, och skiljer sig något från genomsnittskvinnan vad gäller sådant som muskelmassa). De kända sjukdomar eller tillstånd som är knutna till sjukdomen har med manlig infertilitet att göra.

### Mitokondriellt ärvda sjukdomar
Sjukdomar och tillstånd som beror på mutationer i mitokondriernas eget DNA kan endast ärvas från modern, då barnet får alla sina mitokondrier från ägget medan spermierna enbart bidrar med sina kromosomer. Mitokondriens funktion är livsviktig, och dåligt fungerade mitokondrier resulterar i allmänhet i ett icke livsdugligt foster och missfall. Ett fåtal sjukdomar beror på mutationer i mitokondriens egen genuppsättning.

### Multifaktoriella och polygena sjukdomar
De flesta sjukdomar är i någon mån multifaktoriella, och beror på inverkan från flera gener såväl som miljöfaktorer. Flera av de stora folksjukdomarna såsom hjärt- och kärlsjukdomar inklusive kärlkramp, hjärtattacker och den underliggande sjukdomen ateroskleros (åderförfettning/åderförkalkning) och åldersdiabetes har visat sig vara såväl multifaktoriella som polygena. Polygena och multifaktoriella sjukdomar kan vara vanliga i vissa familjer, men det är svårt att säga exakt hur de ärvs. Ofta kan de delas in i undergrupper, där vissa har tydligare ärftlighet än andra. Ett ovanligt tydligt exempel är bröstcancer, som i de flesta fall är en klassiskt multifaktoriell sjukdom beroende på både arv och miljö men vissa familjer har en verklig högriskgen som medför synnerligen stor risk för bröstcancer. Kvinnor i dessa familjer erbjuds idag ofta gentest för att konstatera om de bär på det sjuka anlaget. De som gör det, låter ofta operera bort sina bröst i förebyggande syfte.
En annan multifaktoriell sjukdom med tydlig ärftlighet i vissa familjer är Alzheimers sjukdom. I USA finns ett genetiskt test som visar om en individ har en viss riskgen. Alla som har Alzheimers har dock inte denna genetiska variant, och inte heller blir alla som har denna genetiska variant sjuka. Eftersom det i dagsläget inte heller finns något bra sätt för individen att förebygga ett insjuknande har detta test tveksamt värde för den enskilda individen, och den svenska sjukvården använder det inte.

## Genetisk rådgivning och fosterdiagnostik
Par som misstänker att de har anlag för allvarliga genetiska sjukdomar och på grund av detta är osäkra på om de ska skaffa barn kan få genetisk rådgivning. Man kartlägger då sjukdomsförekomsten i familjen och gör även genetiska tester. På detta sätt kan de eventuella blivande föräldrarna få veta hur stor risk det är att deras barn ärver sjukdomen. I vissa fall kan man med hjälp av fosterdiagnostik ta reda på om ett foster är friskt eller sjukt, och erbjuda föräldrarna abort om de inte vill ha ett sjukt barn.

## Sjukdomar, genetik och nyheter
Den enkla genetik, baserad på Mendels lagar, som man får lära sig i skolan leder lätt till en uppfattning att sjukdomar antingen är genetiska eller också inte. Sanningen är snarare att de flesta sjukdomar har ett starkare eller svagare genetiskt inslag. Om vi placerar in alla sjukdomar på skala från 0 % ärftlighet till 100 % ärftlighet, kommer de flesta sjukdomar att hamna någonstans däremellan.
När tidningar skriver "nu har man upptäckt genen för sjukdomen X" är det lätt att tro att sjukdomen ifråga är helt eller nästan helt orsakad av en genetisk skada. Oftast är det dock frågan om att journalisten och/eller rubriksättaren missuppfattat forskningsresultatet ifråga; sådana nyheter handlar ofta om att man antingen hittat ett statistiskt samband mellan en sjukdom och en gen, och/eller att man genom att slå ut genen i möss kunnat visa att när denna gen är defekt följer en viss sjukdom. Ingen av dessa typer av data medför att alla fall av sjukdomen har något att göra med defekter i denna gen. Tvärtom är det vanligt att en och samma kliniska sjukdom kan ha olika grundorsaker. Det är tämligen vanligt att den gen som åsyftas har en viss betydelse för insjuknande, tillsammans med andra gener och miljöfaktorer, men att den inte i sig är avgörande. Sådana rön kan vara mycket värdefulla för forskningen kring sjukdomen ifråga, men betyder inte att alla som har sjukdomen har defekter i just denna gen. Det är också tämligen vanligt att en liten subgrupp av patienterna är drabbade på grund av gen, medan sjukdomen för de flesta andra är multifaktoriell - variationer i flera olika gener såväl som miljöfaktorer såsom kost, rökning och allmän livsföring har betydelse för risk för insjuknande.